# Oberbayerns Städte
Oberbayerns Städte ist eine innerhalb Bayerns landespolitisch geförderte Kennzeichnung der kreisfreien Großstadt Ingolstadt zusammen mit den Landkreisen Neuburg-Schrobenhausen und Pfaffenhofen an der Ilm als Tourismusregion in Oberbayerns mittlerem Norden. Eine solche Kennzeichnung einzelner oder mehrerer Kommunen als Tourismusregion wird im Rahmen des Landesentwicklungsprogramms Bayern (LEP) seit 2006 vom Bayerischen Landesamt für Statistik auf der Karte „Tourismusregionen* in Bayern“ vorgenommen.
Es existiert jedoch derzeit noch keine eigene Webpräsenz, die explizit diese so gekennzeichnete Tourismusregion repräsentiert bzw. vorstellt. Einzig die Bayerische Landesanstalt für Weinbau und Gartenbau (LWG) macht nähere Angaben dazu auf einer Webseite, wonach die Region durch die Automobilindustrie, aber auch durch Landwirtschaft und Gemüseanbau geprägt ist. Besonders hingewiesen wird hier auf den Schrobenhausener Spargelanbau sowie auf zahlreiche „ländliche Gärten und Parks“ in den Stadtzentren z. B. in Neuburg an der Donau und Schrobenhausen wie auch in der Gemeinde Königsmoos.